# Rederiet (säsong 3)
Rederiet (säsong 3) sändes mellan den 9 september och 16 december 1993, med 15 avsnitt.

## Sammanfattning av säsongen
Tony överlevde skottdramat på bildäck och återvänder som intendent efter några veckor på sjukhus. Han är motvilligt tacksam för att Jussi räddade livet både på honom och kapten Sara efter att ha dödat en rysk smugglare vid namn Boris. Boris död leder till att två andra ryska smugglare anländer ombord. Den ena är Nikita, Boris syster. De tvingar Jussi att betala en stor summa pengar. 
Renate vaknar till slut upp, till Reidars och Rolfs stora glädje. Elisabeth drar i gång en bolagsstämma på rederiet, vilken slutar med att Dahléns och Mega Line slås ihop, vilket hon och Mega Lines ordförande Haakon planerat bakom Reidars rygg. Renate utses till VD för det nya rederiet. 
Rolf och Henrik som ogillar fusionen, bryter sig ur Dahléns och Mega Line och bildar ett eget rederi, Transbaltic. Tillsammans med Yvonne och en bulvan lyckas de köpa Freja.
Under Dahléns bolagsstämma blir kontoret, med Jussis hjälp, rånat på en stor summa pengar av de ryska vapensmugglarna. Tony får ett slag i huvudet och blir medvetslös. Han vaknar sedan upp och kan återhämta sig, men hans minne är borta, till Jussis glädje. Tonys minne kommer dock sakta tillbaka, men när han kommer ihåg Jussi som en av rånarna har Jussi redan lämnat båten.
Raspen kommer ombord på nytt och anställs i kallskänken. Sjuksköterskan Gisela Kunze anställs och omplacerar Sofie på grund av hennes ryggptonlrm. Sofie får nytt arbete i kallskänken tillsammans med Raspen. Raspen får senare veta att Jussi är hans pappa. KåKå arbetar kvar i maskinrummet med Gustav, och Gustav blir snart förtjust i Irma vilket Sofie inte alls accepterar.
Rolf och Yvonne lyckas sakta men säkert försonas och bestämmer sig för att försöka på nytt. På vägen hem efter att ha informerat personalen om Transbaltics uppköp av Freja, tappar dock Yvonne kontrollen över bilen och kör rakt in i en träbarack.

## Avsnittsguide
| Nr i serien | Nr i säsongen | Titel                        | Regissör           | Manus                    | Originalvisning   |
| ----------- | ------------- | ---------------------------- | ------------------ | ------------------------ | ----------------- |
| 31          | 1             | "Krav och motkrav"           | Marcelo Racana     | Liselott Svensson        | 9 september 1993  |
| 32          | 2             | "Sammansvärjning"            | Marcelo Racana     | Bror Yngve Anderson      | 16 september 1993 |
| 33          | 3             | "Insiders"                   | Marcelo Racana     | Bror Yngve Anderson      | 23 september 1993 |
| 34          | 4             | "Ändrade planer"             | Thomas Hellberg    | Anna Fredriksson         | 30 september 1993 |
| 35          | 5             | "Främmande fåglar"           | Thomas Hellberg    | Magnus Westerberg        | 7 oktober 1993    |
| 36          | 6             | "I kärlekens kölvatten"      | Thomas Hellberg    | Eva Brise                | 14 oktober 1993   |
| 37          | 7             | "Ändrad kurs"                | Christian Wikander | Bo Tidelius, Magnus Lind | 21 oktober 1993   |
| 38          | 8             | "Rent spel"                  | Christian Wikander | Liselott Svensson        | 28 oktober 1993   |
| 39          | 9             | "Skuggor från det förflutna" | Christian Wikander | Åsa Furuhagen            | 4 november 1993   |
| 40          | 10            | "I samma båt"                | Christjan Wegner   | Bror Yngve Anderson      | 11 november 1993  |
| 41          | 11            | "Kärlek med förhinder"       | Christjan Wegner   | Tomas Blom               | 18 november 1993  |
| 42          | 12            | "Fiske utan fångst"          | Christjan Wegner   | Magnus Westerberg        | 25 november 1993  |
| 43          | 13            | "På höga höjder"             | Thomas Hellberg    | Jonas Frykberg           | 2 december 1993   |
| 44          | 14            | "Besked väntas"              | Thomas Hellberg    | Anna Fredriksson         | 9 december 1993   |
| 45          | 15            | "Oro och uppbrott"           | Thomas Hellberg    | Bror Yngve Anderson      | 16 december 1993  |

## Hemvideoutgivningar
Under våren 2014 meddelade Sveriges Television att rättigheterna att ge ut Rederiet på DVD hade löst sig. I september samma år släpptes en första DVD-box innehållandes avsnitten från den första säsongen. Därefter släpptes en ny box i oktober, november och december – vilka innehöll avsnitten i säsong 2-4. Varje DVD-box innehåller nyinspelade intervjuer med flera av skådespelarna från de olika säsongerna, däribland med Johannes Brost, Pia Green och Göran Gillinger.